# Jolanta Lothe
Jolanta Antonina Lothe-Kajzar (ur. 19 kwietnia 1942 w Wilnie, zm. 1 kwietnia 2022 w Warszawie) – polska aktorka.
Odznaczona Brązowym (2012) i Srebrnym (2020) Medalem „Zasłużony Kulturze Gloria Artis”.

## Życiorys

### Wczesne lata
Urodziła się w Wilnie (ówcześnie pod okupacją niemiecką). Po II wojnie światowej zamieszkała w Gdańsku z matką i babką. W wieku siedmiu lat wystąpiła po raz pierwszy na scenie gdańskiego Teatru Wybrzeże jako córka Jane Graham (w tej roli Teresa Marecka, prywatnie najlepsza przyjaciółka jej matki) w sztuce Howarda Fasta Trzydzieści srebrników. Marzyła o studiach medycznych, ale tuż przed maturą w 1961 roku zdobyła II Nagrodę w VIII Ogólnopolskim Konkursie Recytatorskim w Gdańsku i postanowiła zdawać do szkoły teatralnej. Dostała się za pierwszym razem do PWST w Warszawie, gdzie na czwartym roku broniła dyplom u Aleksandra Bardiniego. W 1966 roku ukończyła studia.

### Kariera
Debiutem telewizyjnym była rola pracownicy PGR-owskiej obory w serialu Barbara i Jan (1964), którą otrzymała będąc na studiach. Rok później trafiła na kinowy ekran jako dziewczyna w Studiu Nagrań Pocztówkowych w dramacie psychologicznym Jerzego Skolimowskiego Walkower (1965). Można ją było dostrzec w jednym z odcinków serialu Czterej pancerni i pies (1966) jako żołnierkę Rosjankę, kierującą ruchem pojazdów na moście. Zdobyła popularność jako pielęgniarka Genowefa Kłoś, asystentka tytułowej bohaterki (Ewa Wiśniewska), w serialu Doktor Ewa (1970). W kultowej komedii Marka Piwowskiego Rejs (1970) wystąpiła jako dziewczyna przechadzająca się w strojach kąpielowych. W pamięci telewidzów zapisała się dzięki kreacji Urszuli Kurasiowej, żony Leona (Kazimierz Kaczor) w serialu Polskie drogi (1977), za którą w 1978 roku została uhonorowana Nagrodą Przewodniczącego Komitetu ds. Radia i Telewizji, indywidualną I stopnia.
Była na okładkach magazynów takich jak „Ekran” (w maju 1969 roku, w marcu 1971 roku, w marcu 1978 roku), „Film” (w marcu 1970 roku, w listopadzie 1971 roku) i „Tele Tydzień” (w maju 2013 roku).
Aktorka scen warszawskich: Teatru Syrena (1966–1967), Teatru Klasycznego (1968–1972), Teatru Studio (1972–1976), Teatru Narodowego (1976–1982).
W latach 1985–2018 w Warszawie współtworzyła wraz z Piotrem Lachmannem eksperymentalny Videoteatr „Poza” z siedzibą w Pałacu Szustra, który w 1992 roku zdobył nagrodę Fringe First na Festiwalu Fringe w Edynburgu i w 2005 roku wyróżniono specjalną Nagrodą Literacką im. Władysława Reymonta.
Ostatnią rolą telewizyjną Joanny Lothe była postać Teresy Struzik w serialu Barwy szczęścia (2007–2017, 2019–2021).

## Życie prywatne
Była córką Tadeusza Lothe i aktorki Wandy Stanisławskiej-Lothe, przez matkę wnuczką poetki Wandy Stanisławskiej. W 1943 jej ojciec został rozstrzelany w Ponarach. Siostrą jej prababki była Maria Konopnicka
W 1972 roku wyszła za mąż za Helmuta Kajzara, dramaturga i reżysera teatralnego. Mieli córkę Paulę (ur. 1973). Kajzar zmarł w 1982 roku w wieku 41 lat na czerniaka.  
Zmarła 1 kwietnia 2022 roku w wieku 79 lat. Pogrzeb odbył się 8 kwietnia 2022 roku. Aktorka została pochowana na Powązkach w Warszawie w grobie swojej matki.

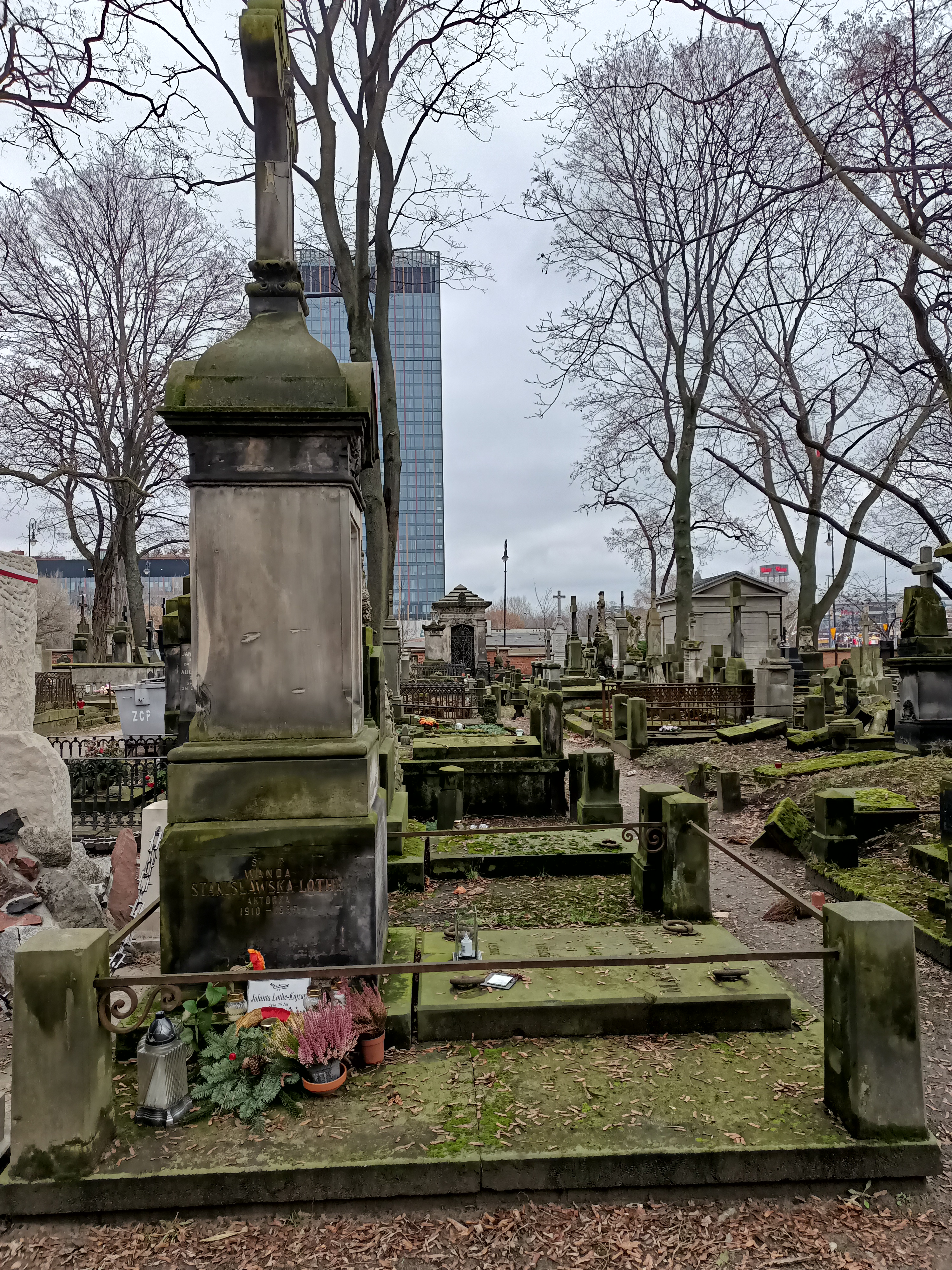
Grób Wandy Stanisławskiej-Lothe i Jolanty Lothe-Kajzar na Cmentarzu Powązkowskim

## Filmografia
| Filmy fabularne      |                          |                                    |                                                                   |
| Rok                  | Tytuł                    | Reżyser                            | Rola                                                              |
| 1965                 | Walkower                 | Jerzy Skolimowski                  | dziewczyna w Studiu Nagrań Pocztówkowych                          |
| 1966                 | Marysia i Napoleon       | Leonard Buczkowski                 | dziewczyna przy barze                                             |
| 1967                 | Wycieczka w nieznane     | Jerzy Ziarnik                      | Halina, mieszkanka Oświęcimia                                     |
| 1967                 | Julia, Anna, Genowefa... | Anna Sokołowska                    | Irma Dziwiszówna, przyjaciółka Anny                               |
| 1968                 | Hasło Korn               | Waldemar Podgórski                 | Wanda, narzeczona Brackiego                                       |
| 1968                 | Gra                      | Jerzy Kawalerowicz                 | Magda, panna młoda                                                |
| 1969                 | Tylko umarły odpowie     | Sylwester Chęciński                | Monika Kulig, koleżanka Renaty                                    |
| 1969                 | Polowanie na muchy       | Andrzej Wajda                      | redaktorka Basia w Nieporęcie                                     |
| 1969                 | Nowy                     | Jerzy Ziarnik                      | urzędniczka w dziale socjalnym                                    |
| 1969                 | Jarzębina czerwona       | Ewa Petelska i Czesław Petelski    | Niemka w piwnicy                                                  |
| 1970                 | Rejs                     | Marek Piwowski                     | dziewczyna przechadzająca się w strojach kąpielowych              |
| 1970                 | Prom                     | Jerzy Afanasjew                    | sekretarka radzieckiego komendanta                                |
| 1970                 | Pejzaż z bohaterem       | Włodzimierz Haupe                  | pasażerka w pociągu                                               |
| 1970                 | Książę sezonu            | Witold Orzechowski                 | Jadwiga, „kuzynka” dyrektora                                      |
| 1971                 | Kłopotliwy gość          | Jerzy Ziarnik                      | koleżanka Piotrowskiego w PZMC                                    |
| 1971                 | Beczka Amontillado       | Leon Jeannot                       | Francesca                                                         |
| 1971                 | 150 na godzinę           | Wanda Jakubowska                   | znajoma Jimmiego w Kossówce                                       |
| 1972                 | Opętanie                 | Stanisław Lenartowicz              | żona fotografa                                                    |
| 1972                 | Bitva o Hedviku          | Julian Dziedzina                   | służąca Zofka                                                     |
| 1973                 | Profesor na drodze       | Zbigniew Chmielewski               | żona ucznia Technikum dla Pracujących                             |
| 1973                 | Brzydkie kaczątko        | Tomasz Zygadło                     | stewardesa                                                        |
| 1974                 | Potop                    | Jerzy Hoffman                      | Terka Gasztowtówna-Paculanka                                      |
| 1974                 | Urodziny Matyldy         | Jerzy Stefan Stawiński             | Joanna, przyjaciółka Matyldy                                      |
| 1974                 | Nie ma róży bez ognia    | Stanisław Bareja                   | Korbaczewska                                                      |
| 1974                 | Loghat El Hob            | Zoheir Bakir                       | kobieta                                                           |
| 1975                 | Wyjazd służbowy          | Andrzej J. Piotrowski              | Wanda Nowak, przyjaciółka Lipińskich                              |
| 1975                 | Obrazki z życia          | Jerzy Obłamski                     | Kazia Szymczak (odc. 5)                                           |
| 1975                 | Kitka                    | Ryszard Rydzewski                  | kobieta                                                           |
| 1976                 | Smuga cienia             | Andrzej Wajda                      | członkini żeńskiej orkiestry                                      |
| 1976                 | Brunet wieczorową porą   | Stanisław Bareja                   | kasjerka w kinie                                                  |
| 1997                 | Bandyta                  | Maciej Dejczer                     | nabywczyni dziecka                                                |
| Seriale telewizyjne  |                          |                                    |                                                                   |
| Rok                  | Tytuł                    | Reżyser                            | Rola                                                              |
| 1964                 | Barbara i Jan            | Hieronim Przybył                   | pracownica PGR-owskiej obory (odc. 6)                             |
| 1966                 | Klub profesora Tutki     | Andrzej Kondratiuk                 | niewierna żona (odc. 3)                                           |
| 1966                 | Czterej pancerni i pies  | Konrad Nałęcki i Andrzej Czekalski | Rosjanka kierująca ruchem na moście (odc. 2)                      |
| 1970                 | Doktor Ewa               | Henryk Kluba                       | siostra Genowefa Kłoś (odc. 2-9)                                  |
| 1973                 | Droga                    | Sylwester Chęciński                | barmanka w motelu (odc. 4)                                        |
| 1976                 | Wakacje                  | Anette Olsen                       | Nelly Sykusowa, żona kierownika PGR-u w Gorzyjałkach (odc. 3 i 4) |
| 1976–1977            | Polskie drogi            | Janusz Morgenstern                 | Urszula, żona Kurasia (odc. 4-11)                                 |
| 1976                 | Daleko od szosy          | Zbigniew Chmielewski               | prostytutka Lola (odc. 2)                                         |
| 1978                 | 07 zgłoś się             | Krzysztof Szmagier                 | w roli samej siebie (odc. 7)                                      |
| 2007–2017, 2019–2021 | Barwy szczęścia          | różni                              | Teresa Struzik, matka Marii Pyrki                                 |
| 2012                 | Prawo Agaty              | Maciej Migas                       | Elżbieta (odc. 18)                                                |
| 2016                 | Na dobre i na złe        | Grzegorz Lewandowski               | Barbara, była żona Mariana (odc. 626)                             |